# Kolbarnews
Kolbarnews ist eine persische und kurdische Nachrichten-Website, die über Kolbar-Nachrichten und soziale Bewegungen in Kurdistan und Iran berichtet.

## Jahresberichte
Kolbarnews bietet nicht nur Nachrichten im Zusammenhang mit sozialen Bewegungen in Kurdistan und im Iran, sondern insbesondere Nachrichten im Zusammenhang mit der Verhaftung, Misshandlung, Verletzung und Mord an Kolbar in einer Kolumne namens „Annual Reports“ in Form von halbjährlichen Berichten.